# Acontia abdominalis
Acontia abdominalis là một loài bướm đêm trong họ Noctuidae.